# Ponašanje
Ponašanje je centralni pojam biologije ponašanja. Odnosi se na sve vanjske aktivne promijene, kretanja, položaje, držanja, gestikulacije i zvukove jednog čovjeka ili životinje te kao manje ili više kratkoročnim reverzibilnim promjenama u boji ili izlučivanjem tvari bića koje na bilo koji način služe komunikaciji (npr. feromoni). Kao ponašanje može biti nazvana općenitost takvih životnih, s druge strane se kao ponašanje mogu i nazvati razna svojstva određene životne faze.
Ponašanje se u biologiji ponašanja podrazumijeva kao kroz gene i kroz učenje utjecanu prilagodbu zdravog organizma svojoj okolini. Sa smrću individue završava njegovo ponašanje.

## Primjeri za složena ponašanja
- komunikacija | socijalno ponašanje
- agonističko ponašanje | agresivnost
- stid | bijeg

## Vanjske poveznice
- Interdisciplinarnost znanosti ponašanja (razni pdf-dokumenti)